# Обатуров Геннадій Іванович
Геннадій Іванович Обатуров (9 січня 1915, село Мале Заречено Слободського повіту В'ятської губернії — 29 квітня 1996, місто Москва) — радянський військовий діяч, командувач Прикарпатського військового округу, начальник Військової академії імені Фрунзе, генерал армії (1979). Депутат Верховної Ради УРСР 6-го скликання. Депутат Верховної Ради СРСР 8-го скликання. Член ЦК КПУ в 1971—1976 р.

## Біографія
Народився 9 січня 1915 року (по старому стилю 27 грудня 1914) у селянській родині в селі Мале Заречено Маракулінської волості Слободського повіту В'ятської губернії (тепер Нагорського району Кіровської області, РФ).
У 1930 році закінчив Нагорську семирічну школу селянської молоді. У 1930—1933 роках навчався в Нижегородському (Горьковському) кооперативному технікумі на відділенні громадського харчування, технік-технолог кулінарії.
У 1933—1935 роках — завідувач виробництва відділу громадського харчування В'ятського міського робітничого кооперативу.
З жовтня 1935 року — у Червоній армії. У 1938 році закінчив Орловське бронетанкове училище імені Фрунзе. Служив на Далекому Сході. Був командиром взводу, інструктором вогневої справи стрілецького полку. У квітні 1939 року був призначений помічником начальника штабу стрілецького полку з розвідки.
У 1939—1941 роках — слухач командного факультету Військової академії бронетанкових військ, який закінчив у липні 1941 року.
Член ВКП(б) з 1940 року.
У 1941 — квітні 1942 року — викладач тактики Військової академії бронетанкових військ у місті Ташкенті.
Учасник німецько-радянської війни. З кінця травня 1942 року служив заступником начальника штабу танкової бригади 11-го танкового корпусу Брянського фронту, був важко поранений. Після лікування в Кемеровському госпіталі, у листопаді 1942 року призначений заступником командира танкового полку 11-ї армії Північно-Західного фронту. З жовтня 1943 року служив начальником штабу 13-ї гвардійської механізованої бригади Південного, 3-го і 2-го Українського фронтів. У 1944—1945 роках — командир 13-ї гвардійської механізованої бригади, з якою воював у Румунії, Болгарії, Югославії та Угорщині. У 1945 році — командир окремого танкового батальйону.
З грудня 1945 по 1950 рік — командир 13-го гвардійського механізованого полку.
У 1950—1952 роках — слухач Військової академії Генерального штабу Збройних Сил СРСР.
У 1952—1957 роках — командир 33-ї гвардійської механізованої дивізії Окремої механізованої армії у місті Тимишоара, Народна Республіка Румунія. Брав активну участь у придушенні Угорської революції 1956 року.
У вересні — листопаді 1957 року навчався на Вищих академічних курсах при Академії Генерального штабу.
У лютому 1958 — травні 1960 року — командир 12-го армійського корпусу Північно-Кавказького військового округу.
У травні 1960 — липні 1966 року — командувач 6-ї гвардійської танкової армії Київського військового округу.
У липні 1966 — травні 1968 року — заступник командувача військ Північно-Кавказького військового округу.
З травня 1968 року — заступник командувача військ Червонопрапорного Прикарпатського військового округу. У серпні 1968 року керував введенням радянських військ у Чехословаччину.
З липня 1969 року по січень 1970 року — тимчасово виконував обов'язки командувача військ Прикарпатського військового округу.
У січні 1970 — липні 1973 року — командувач військ Червонопрапорного Прикарпатського військового округу.
У серпні 1973 — лютому 1979 року — 1-й заступник Головного інспектора Міністерства оборони СРСР.
У 1979—1982 роках — головний військовий радник СРСР при Міністерстві національної оборони Соціалістичної Республіки В'єтнам. З жовтня 1979 року очолював роботу по створенню Народної армії Кампучії, керував групами радянських військових радників в Лаосі, Кампучії та В'єтнамі.
У листопаді 1982 — 1985 року — начальник Військової академії імені Фрунзе.
У 1985—1992 роках — військовий інспектор-радник Групи генеральних інспекторів Міністерства оборони СРСР.
З 1992 року у відставці. Проживав у Москві. Похований на Троєкурівському кладовищі.

## Звання
- генерал-майор танкових військ (1954)
- генерал-лейтенант танкових військ (22.02.1963)
- генерал-полковник танкових військ (29.04.1970)
- генерал армії (1979)

## Нагороди
- два ордени Леніна (; 8.01.1985)
- орден Жовтневої Революції (8.01.1975)
- три ордени Червоного Прапора (25.10.1944, 26.10.1955,)
- орден Суворова 2-го ст. (18.12.1956)
- два ордени Вітчизняної війни 1-го ст. (30.08.1944, 11.03.1985)
- орден Вітчизняної війни 2-го ст. (8.03.1944)
- три ордени Червоної Зірки (23.01.1943, 06.11.1945, 21.02.1969)
- російський орден Жукова (7.11.1995)
- російський орден Дружби (16.02.1995)
- монгольський орден Бойового Червоного Прапора
- в'єтнамський орден Військових заслуг 1-го ст.
- югославський орден «Партизанська Зірка» 1-го ст.
- болгарський орден «Народна Республіка Болгарія» 2-го ст.
- румунський орден «Захист Вітчизни» 3-го ст.
- угорський орден Заслуг Угорської Народної Республіки 3-го ст.
- медалі
- Почесна грамота Президії Верховної Ради Української РСР (7.01.1965)